# Stan Ternent
Stan Ternent, all'anagrafe Francis Stanley Ternent (Gateshead, 16 giugno 1946) è un allenatore di calcio ed ex calciatore inglese, di ruolo centrocampista.

## Carriera

### Giocatore
Esordisce tra i professionisti all'età di 20 anni nella stagione 1966-1967 con la maglia del Burnley, club della prima divisione, con cui nell'arco di un biennio gioca complessivamente 5 partite di campionato. Si trasferisce poi al Carlisle Utd, con cui gioca per sei stagioni consecutive in seconda divisione, per un totale di 188 presenze e 5 reti in partite di campionato. 
Nel maggio 1974 si trasferisce negli Stati Uniti d'America per giocare nella neonata franchigia della North American Soccer League dei Denver Dynamos, che però lascerà senza aver giocato alcun incontro ufficiale.
Si ritira nel 1974, dopo una breve parentesi senza presenza al Sunderland, club nel quale subito dopo il ritiro inizia poi la sua carriera da allenatore.

### Allenatore
Dopo aver lavorato per quattro anni come vice del Sunderland trascorre la stagione 1978-1979 come vice di Bob Stokoe al Blackpool; il 19 settembre 1979, all'esonero di quest'ultimo, Ternent viene promosso al ruolo di allenatore. Nonostante diversi nuovi acquisti (Jack Ashurst, Dave Bamber, Colin Morris, Peter Noble e Tom McAlister) il rendimento del club non migliora: il 1º febbraio 1980, con i Tangerines nei bassifondi del campionato di Third Division, Ternent viene esonerato, dopo aver ottenuto 6 vittorie, 10 pareggi e 12 sconfitte nelle 28 partite in cui è rimasto in carica. Negli anni seguenti lavora come vice per Bradford City e Crystal Palace.
L'8 novembre 1989 viene ingaggiato come allenatore dall'Hull City, club di seconda divisione, tornando quindi dopo nove anni da vice a ricoprire un incarico da allenatore; viene esonerato nel gennaio del 1991, con le Tigers in zona retrocessione; lavora poi fino al 1993 come vice al Chelsea, in prima divisione. Scende poi in quarta divisione al Bury, dove va a ricoprire il ruolo di vice di Mike Walsh.

## Palmarès

### Allenatore

#### Competizioni nazionali
- Campionato inglese di terza divisione: 1

Bury: 1996-1997